# Hugh Beaumont
Pour les articles homonymes, voir Beaumont.
Hugh Beaumont est un acteur, réalisateur et scénariste américain né le 16 février 1909 à Lawrence, dans le Kansas (États-Unis), et mort le 14 mai 1982 à Munich (Allemagne).

## Filmographie

### comme acteur
- 1940 : Jack Pot (it) de Roy Rowland : Mécanicien
- 1940 : The Secret Seven (en) de James Moore : racketteur du Sud
- 1940 : Buyer Beware de Joe Newman : Insp. Thomas' assistant
- 1940 : Soak the Old (court métrage) de Sammy Lee : Détective
- 1940 : Good Bad Boys (en) d'Edward L. Cahn : Judge's aide
- 1940 : You, the People de Roy Rowland : Pete
- 1941 : Respect the Law de Joe Newman : Reporter
- 1941 : Forbidden Passage de Fred Zinnemann : Clements
- 1941 : South of Panama (en) de Jean Yarbrough : Paul Martin
- 1941 : The Cowboy and the Blonde (en) de Ray McCarey : Sound Man
- 1941 : Sucker List de Roy Rowland : Charles Adams
- 1941 : Private Nurse (en) de David Burton : McDonald
- 1941 : Histoire inachevée (Unfinished Business) de Gregory La Cava : Hugh, le jeune marié
- 1941 : Week-end à la Havane (Week-End in Havana) de Walter Lang : Clipper officer
- 1942 : Right to the Heart (en) d'Eugene Forde : Willie Donovan
- 1942 : Les Rivages de Tripoli (To the Shores of Tripoli) de H. Bruce Humberstone : Orderly
- 1942 : Canal Zone (en) de Lew Landers : The Radio Operator
- 1942 : The Wife Takes a Flyer (it) de Richard Wallace : Officer
- 1942 : Top Sergeant (en) de Christy Cabanne : Radio newscaster (voix)
- 1942 : Flight Lieutenant (en) de Sidney Salkow : John McGinnis
- 1942 : La Sentinelle du Pacifique (Wake Island) de John Farrow : Capitaine
- 1942 : Northwest Rangers (en) de Joseph M. Newman : Mountie Warren, Who Finds Fowler's Body
- 1942 : Keep 'Em Sailing de Basil Wrangell (de) : Police Chemist
- 1943 : Perdue sous les tropiques (Flight for Freedom) de Lothar Mendes : Flight instructor
- 1943 : He Hired the Boss (en) de Thomas Z. Loring : Jordan
- 1943 : Bombardier de Richard Wallace : Soldier
- 1943 : Good Luck, Mr. Yates (en) de Ray Enright : Adjutant
- 1943 : Mexican Spitfire's Blessed Event (en) de Leslie Goodwins : George Sharpe
- 1943 : Salute to the Marines (en) : Sergent
- 1943 : La Du Barry était une dame (Du Barry Was a Lady) de Roy Del Ruth : Footman
- 1943 : Nid d'espions (The Fallen Sparrow) de Richard Wallace : Otto Skaas
- 1943 : La Septième Victime (The Seventh Victim) de Mark Robson : Gregory Ward
- 1943 : There's Something About a Soldier (en) de Dave Fleischer : Lieutenant Martin
- 1944 : Prunes and Politics de Ben Holmes
- 1944 : The Racket Man (en) de D. Ross Lederman : 'Irish' Duffy
- 1944 : Hollywood Mélodie (Song of the Open Road) de S. Sylvan Simon : John Moran
- 1944 : I Love a Soldier (en) de Mark Sandrich : John
- 1944 : Monsieur Winkle s'en va-t-en guerre (Mr. Winkle Goes to War) d'Alfred E. Green : Range Officer
- 1944 : La Septième Croix (The Seventh Cross) de Fred Zinnemann : Truck Driver
- 1944 : Strange Affair (en) d'Alfred E. Green : Carey
- 1944 : They Live in Fear (en) de Josef Berne (en) : Instructor
- 1944 : Une femme sur les bras (Practically Yours) de Mitchell Leisen : Cutter
- 1945 : I'm a Civilian Here Myself de Harry Joe Brown : Interviewer
- 1945 : Aventures en Birmanie (Objective, Burma!) de Raoul Walsh : Capt. Hennessey
- 1945 : Counter-Attack (en) de Zoltan Korda : Russian lieutenant
- 1945 : Du sang dans le soleil (Blood on the Sun) de Frank Lloyd : Johnny Clarke
- 1945 : The Lady Confesses de Sam Newfield : Larry Craig
- 1945 : The Blonde from Brooklyn de Del Lord : Lieutenant
- 1945 : Le Prix du bonheur  (You Came Along) de John Farrow : l'aumonier de l'Armée aux funérailles
- 1945 : Apology for Murder de Sam Newfield : Kenny Blake
- 1946 : Murder Is My Business : Michael Shayne
- 1946 : Johnny Comes Flying Home (en) de Benjamin Stoloff : Engineer
- 1946 : Le Dahlia bleu (The Blue Dahlia) de George Marshall : George Copeland
- 1946 : Larceny in Her Heart de Sam Newfield : Michael Shayne
- 1946 : Blonde for a Day de Sam Newfield : Michael Shayne
- 1947 : Peter Ibbetson a raison (The Guilt of Janet Ames) d'Henry Levin : Frank Merino
- 1947 : Three on a Ticket de Sam Newfield : Michael Shayne
- 1947 : Too Many Winners de William Beaudine : Michael Shayne
- 1947 : L'Engrenage fatal (Railroaded!) d'Anthony Mann : Police Sgt. Mickey Ferguson
- 1947 : Bury Me Dead de Bernard Vorhaus : Michael Dunn
- 1948 : Reaching from Heaven de Frank Strayer : Bill Starling
- 1948 : Une femme opprimée (Money Madness) de Sam Newfield : Steve Clark
- 1948 : The Counterfeiters (en) de Peter Stewart (Sam Newfield) : Philip Drake
- 1949 : Tokyo Joe de Stuart Heisler : Provost Marshal major
- 1950 : Second Chance (en) de  William Beaudine : Pastor Dr. Emory
- 1950 : L'Engin fantastique (The Flying Missile)  d'Henry Levin : Maj. Wilson
- 1951 : Raid secret (Target Unknown) : American Commanding Officer (C.O.)
- 1951 : Le Dernier Bastion (The Last Outpost) : Lt. Fenton
- 1951 : Danger Zone (en) de William Berke : Dennis O'Brien
- 1951 : Home Town Story : Bob MacFarland
- 1951 : Roaring City (en) de William Berke : Dennis O'Brien
- 1951 : Pier 23 (en) : Dennis O'Brien
- 1951 : Tout ou rien (Go for Broke!) : Aumônier
- 1951 : Savage Drums (en) : Bill Fenton, newscaster
- 1951 : Monsieur Belvédère fait sa cure (Mr. Belvedere Rings the Bell) de Henry Koster : Policier
- 1951 : Lost Continent de Sam  Newfield : Robert Phillips
- 1951 : Une vedette disparaît (Callaway Went Thataway) : Mr. Adkins
- 1951 : Overland Telegraph (en) : Brad Roberts
- 1952 : Appel d'un inconnu (Phone Call from a Stranger) : Dr Tim Brooks
- 1952 : Les clairons sonnent la charge (Bugles in the Afternoon) : Lt. Cooke
- 1952 : Wild Stallion (en) : Captain Wilmurt
- 1952 : Washington Story (en) de Robert Pirosh : Chaplain - House of Representatives
- 1952 : Morton a-t-il tué ? (Night Without Sleep) : John Harkness
- 1952 : The Member of the Wedding : Minister
- 1953 : Le Gentilhomme de la Louisiane (The Mississippi Gambler) : Kennerly
- 1955 : Hell's Horizon : Sergent Al Trask
- 1956 : The Revolt of Mamie Stover : San Francisco Policeman
- 1956 : Le Peuple de l'enfer (The Mole people) : Dr Jud Bellamin
- 1957 : Le Survivant des Monts lointains (Night Passage) : Jeff Kurth
- 1965 : Les Créatures de Kolos (en) (The Human Duplicators) : Austin Welles

## Télévision
- 1966 : Le Virginien : saison 5 épisode 14 : (la fille sur la montagne de verre (The girl on the glass mountain)) : Mister Maguire
- 1968 : Le Virginien : saison 6 épisode 18: (Avec l'aide d'Ulysse (With the help of Ulysses)) : Charles Martin
- 1968 : Le Virginien : saison 7 épisode 12: (Nora) : Major Carlton

### comme réalisateur
- 1957 : Leave It to Beaver (série TV)

### comme scénariste
- 1957 : Leave It to Beaver (série TV)